# San Juan Bautista, Las Margaritas
San Juan Bautista är en ort i Mexiko.   Den ligger i kommunen Las Margaritas och delstaten Chiapas, i den sydöstra delen av landet, 900 km öster om huvudstaden Mexico City. San Juan Bautista ligger 1 312 meter över havet och antalet invånare är 506.
Terrängen runt San Juan Bautista är kuperad åt sydväst, men åt nordost är den bergig. Runt San Juan Bautista är det ganska glesbefolkat, med 28 invånare per kvadratkilometer. Närmaste större samhälle är San Bartolo, 17,6 km öster om San Juan Bautista. I omgivningarna runt San Juan Bautista växer i huvudsak städsegrön lövskog.